# Le Violoniste bleu
Le Violoniste bleu est un tableau réalisé par le peintre français Marc Chagall en 1947. Cette huile sur toile est le portrait d'un violoniste assis sur une chaise au-dessus d'un paysage urbain. Elle est conservée dans une collection privée.